# Semicytherura slipperi
Semicytherura slipperi is een mosselkreeftjessoort uit de familie van de Cytheruridae. De wetenschappelijke naam van de soort is voor het eerst geldig gepubliceerd in 2005 door Yamada, Tsukagoshi & Ikeya.